# Pepita Avellaneda
Josefa Calatti (¿Montevideo?, 1874-Buenos Aires, 21 de julio de 1951), conocida por su seudónimo Pepita Avellaneda, fue una cancionista y bailarina uruguaya que desarrolló la mayor parte de su carrera en Argentina.

## Biografía
Inició su carrera hacia 1899 como cupletista y tonadillera en el Teatro San Felipe de Montevideo, en el que cantaba y recitaba cuplés. Instalada en Buenos Aires, se presentó en los «cafetines» del Bajo Flores y La Boca, considerados de bajo nivel y casi pornográficos, donde se volvieron populares sus interpretaciones de tangos de Ángel Villoldo y Alfredo Gobbi. Luego, logró presentarse en teatros y cabarés de mayor nivel como el Palais de Glace, el Armenonville y el Alcázar. Entre 1901 y 1902, realizó presentaciones en el Teatro Comedia y Rivadavia.
Incursionó como comediante y bailarina en el Teatro Variedades junto a Florencio Parravicini en 1905 y 1906 en breves obras teatrales como Fosforito, El mayordomo y Los nocheros —todas de Villoldo—. De acuerdo a Néstor Pinsón, «eran obras subidas de tono, procaces para esa época, pero que congregaban mucho público afín al género». Como cancionista, fue la primera mujer en vestirse de hombre para hacerlo —práctica que luego repetiría Azucena Maizani y Mercedes Simone—. La teoría que la señala como la primera mujer en grabar un tango se debe a que muchos autores coinciden en que en 1902 estrenó el tango «El esquinazo», cuyos registros se perdieron y por lo tanto, es incomprobable. En ninguno de los datos obtenidos por el historiador Hugo Lamas se hace mención a que cantara íntegramente una canción o fuera presentada como cancionista. Las empresas grabadoras no la citaban, cuando sí lo hacían con actrices como Lola Membrives, Manolita Poli o Paquita Shell.
Su apogeo artístico culminó hacia 1910 y pasó el resto de su vida como encargada del guardarropa para damas en el cabaré Chantecler de la calle Paraná de la Ciudad de Buenos Aires. Falleció, olvidada y en la miseria, a los 77 años.
Estuvo en pareja con el autor y compositor español Antonio Reynoso.